# Наньшицзяо (станция метро)
«Наньшицзяо» (англ. Nanshijiao; кит. 南勢角) — конечная станция Оранжевой линии Тайбэйского метрополитена. Находится на территории района Чжунхэ Нового Тайбэя. Станция была открыта 24 декабря 1998 года. Следующая станция на линии — «Цзинъань».

## Техническая характеристика
«Наньшицзяо» — однопролётная станция. На станции есть четыре выхода, оснащённые эскалаторами. Два выхода также оснащены лифтами для пожилых людей и инвалидов.  11 ноября 2016 года на станции были установлены автоматические платформенные ворота.

## Путевое развитие
За станцией находится электродепо Чжунхэ.

## Близлежащие достопримечательности
Недалеко от станции располагается ночной рынок Синнань.